# Anagalida
Anagalida je nepřirozená a dnes již nepoužívaná skupina placentálních savců, která sdružuje hlodavce (Rodentia) a zajícovce (Lagomorpha) spolu s bércouny (Macroscelidea). Zatímco hlodavci a zajícovci podle posledních výzkumů opravdu patří k sobě a tvoří spolu skupinu Glires, bércouni jsou spíše příbuzní slonům a patří do vzdálené skupiny Afrotheria.